# Kogutowicz Manó
Kogutowicz Manó, eredeti nevén Emanuel Thomas Kogutovicz (Seelowitz, 1851. december 21. – Budapest, 1908. december 22.) térképész, a magyarországi kiadói kartográfia megalapítója.

## Életpályája
A Kogutowicz család Lengyelország déli részéről, a kelet-galíciai Wojnicz városból származik. Apja, Mathias Kogutowicz, anyja a cseh Maria Kubescht. Mathias 1817-ben született Wojniczban, húszéves korában lépett be az osztrák hadseregbe. 12 évi szolgálat után sebesülés miatt leszerelt és a Brünn melletti Seelowitzban lett adóhivatali írnok.
Mathias elsőszülött fia, Emanuel Thomas Kogutovicz (később Kogutowicz Manó) 1851. december 21-én jött a világra Seelowitzban, a 107. számú házban.
Emanuel és öccse, Karl a katonai pályát választotta. Apjuk érdemeire tekintettel ingyen tanulhattak a katonai iskolákban. Egy év gyalogos- és egy év utásziskolát végzett, majd Bécsben felvételt nyert a Katonai Műszaki Akadémiára. A négyéves főiskolát, ahol magas szinten oktatták a térképészetet, jó eredménnyel végezte el, 7-iknek rangsorolva. 1873. szeptember 1-jén avatták hadnaggyá. Szolgálatát Olmützben kezdte meg, az I. hadmérnök ezredben. A bécsi hadilevéltárban őrzött tiszti minősítés tehetséges és széles érdeklődési körűnek írja le. A „Különleges képességek” rovat szerint: „tornász, vívó, gyorsíró és nagyon jó rajzoló. Elöljáróit tiszteli és meggyőződésből engedelmes, beosztottaival szemben jóindulatú, ám megköveteli a rendet és a fegyelmet. Szolgálaton kívül nyugodtan, becsületesen és tapintatosan viselkedik.” Ezek a tulajdonságok egész életén át jellemezték.
Anyanyelve német volt, de csehül is jól megértette magát. Franciatudásának tökéletesítése érdekében 1874-ben Párizsba utazott. Súlyos adósságokba keveredett, emiatt szeptember 6-án dezertált a hadseregből, de később mégis feladta magát. Lefokozták, és 18 hónap börtönre ítélték. A möllersdorfi fogság után 1877-ben szabadult. Január 11. és október 16. között a 6. dragonyos ezred közkatonája, ez után leszerelték.
1878-ban Bécsbe került, ahol rajzoló munkákból élt. Itt ismerkedett meg Karl Kapeller zongorakészítő 16 éves lányával, Rózával. A gazdag iparos nem akarta a lányát a nincstelen Kogutowiczhoz feleségül adni. Az apai harag elől a fiatalok Sopronba menekültek, ahol a család távoli rokona, Montag Jakab ügyvéd Rózát örökbe fogadta, Emanuelt pedig bejuttatta tanárnak a Lähne Frigyes magániskolájába, a Bécsi úti „Léni”-be, ahol bennlakó tanár lett. A bécsi Katonai Műszaki Főiskola jó ajánlólevél volt. Rajzot, matematikát és francia nyelvet oktatott.
Kogutowicz Emanuel 1881. szeptember 1. után Manó néven szerepel. 1884. szeptember 16-án a soproni Szent György katolikus templomban kötött házasságot Kapeller Rózával. A házasságba Róza atyja is beleegyezett, de az esküvőn nem jelent meg.

### Vas vármegye falitérképe
Hazánkban a 19. század második felében erős igény mutatkozott az iskolák jó minőségű, magyar nyelvű térképekkel való ellátására. Az iskolai földrajzoktatásban leginkább megyetérképeket használtak, ezért ezeknek az elkészítése volt a legsürgősebb. Vas vármegye térképének elkészítésére Jausz Györgyöt, a Vasvármegyei Tanítóegyesület alapítóját kérték fel, aki az első magyar nyelvű iskolai atlaszt is szerkesztette. Jausz Kogutowiczban találta meg azt a szakembert, aki egy megyei falitérképet meg tud rajzolni.
A munkát 1882-ben kezdték. A terület 1:75 000 méretarányú katonai térképszelvényeit használta, így kicsinyítés és nagyítás nélkül, 139×132 cm-es nagyságban tudta elkészíteni az iskolai falitérképet. A fokhálózatot a Monarchiában akkor használatos, a kanári-szigeteki Ferrotól számított 15 ívpercenként rajzolták meg. Az Alpokalját geometriai csíkozás és magasság szerinti (hipszometriai) színezés teszik plasztikussá.

### Sopron vármegye falitérképe
1883-ban a Soproni Általános Tanítóegyesület megbízta Jausz Györgyöt a vármegye falitérképének elkészítésével. Jausz a tervezésbe Kogutowiczot is bevonta. Kogutowicz 1883 első felében iskolai munkája mellett kezdte meg a térkép készítését. Mérete 150×120 cm, méretaránya 1:63 000. Ezt a méretarányt a terület 1:75 000-es térképeinek felnagyításával állították elő. A méretarány megválasztásában ezzel az angol példát követték, ahol a térképen egy hüvelyk a valóságban egy mérföldnek felel meg. A térképet hét szín felhasználásával készítették. A méretaránynak köszönhetően a tartalom részletgazdagsága ellenére is szellős, jól áttekinthető. A jelmagyarázatból is látszik, minden rajta van, ami a vármegyében található: vármegye- és országhatár, vasút, vasútállomás, első- és másodrendű országút, dűlőút, templom, kápolna, kereszt, kastély, várrom, vadászlak, fürdő, bánya, kőfejtő, távíróállomás, emlékmű. A térképfeliratok a vegyes lakosság miatt a magyar alatt zárójelben németül is megtalálhatók.
A Sopront és környékét ábrázoló 1:25 000 méretarányú melléktérkép, amit a főtérkép északkeleti sarkában helyeztek el, kilenc szín felhasználásával készült és teljesen Kogutowicz munkája. Feltüntették rajta a művelési ágakat is, a város középkori magját pedig piros alaprajzon ábrázolták.
Sopron vármegye mappáját az ELTE Földrajzi Tanszékének könyvtárában őrzik. 1885-ben vásárolták, a T–8 számot kapta.

### Magyar Földrajzi Intézet

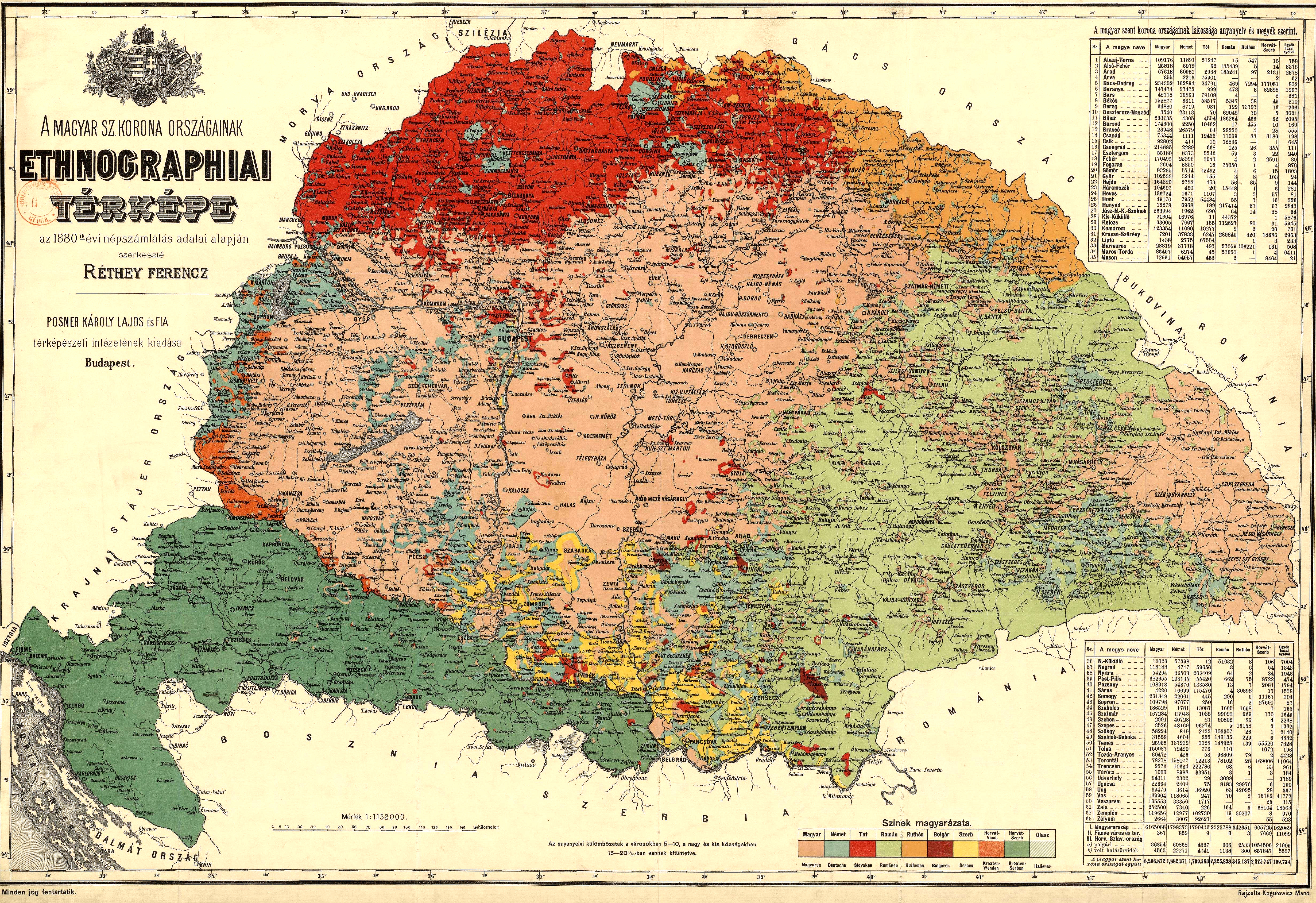
A magyar Szent Korona országainak ethnográphiai térképe az 1880-ik évi népszámlálás adatai alapján, Budapest, 1886

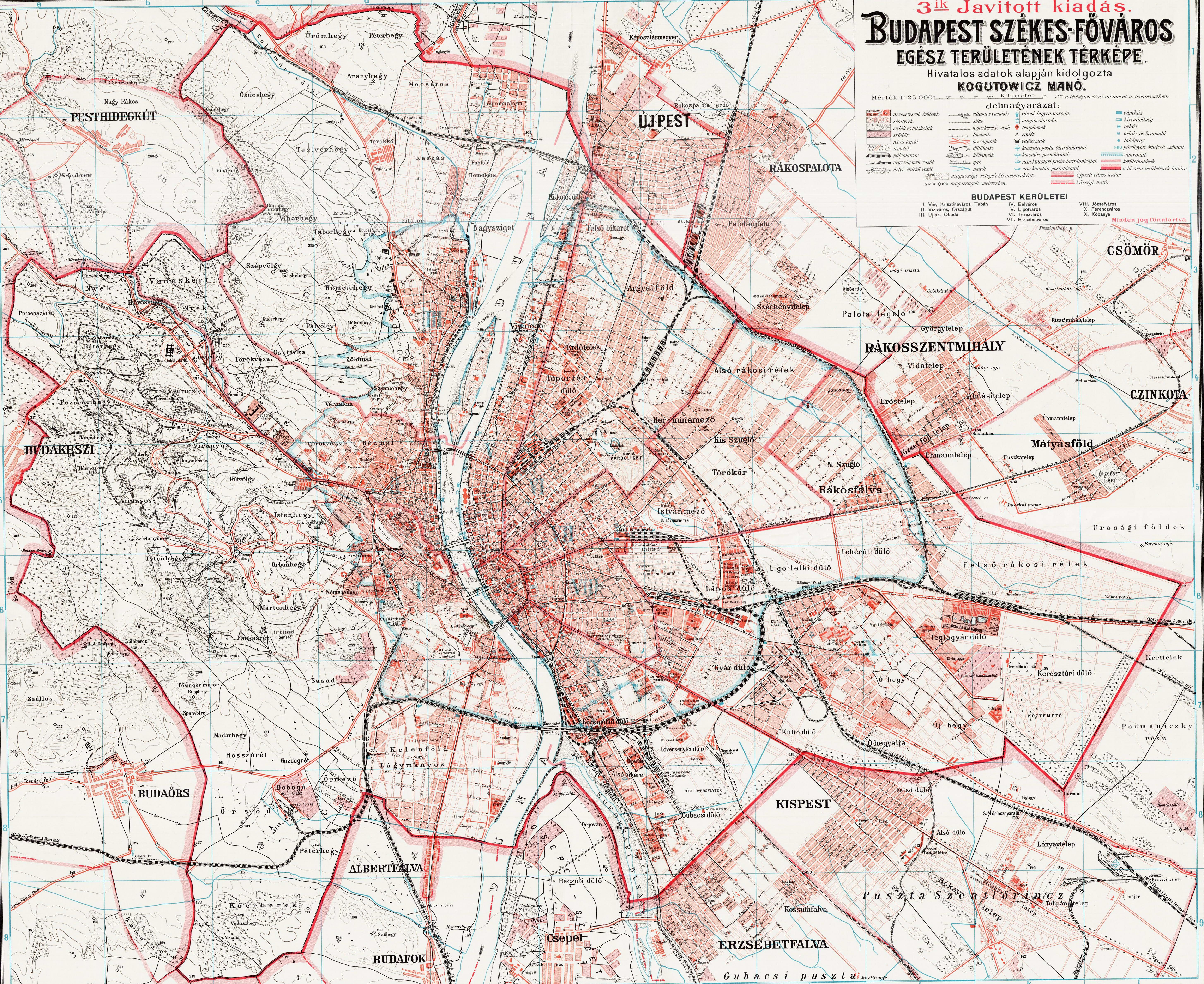
Budapest székes-főváros egész területének térképe, 1908

Amikor Gönczy Pál Vallás- és Közoktatásügyi államtitkár 1883-ban megszemlélte a rajzokat, megtalálta Kogutowiczban azt az embert, aki képes az iskolákat jó minőségű, magyar nyelvű térképekkel ellátni. A kiváló minőségű térképekről beszámolt Trefort Ágoston kultuszminiszternek is. Ennek hatására Kogutowiczot még abban az évben Budapestre hívták, a Posner Irodalmi Műintézet kartográfiai intézete vezetőjének.
1884-90 között 30 vármegye falitérképét készítette el, 1:63 000, illetve 1:75 000 méretarányban, 4, 5, 6 színben. A Posner-féle nyomdának nem volt elegendő szakembere, hogy az egész ország számára itt készítsék el mind a 72 vármegye iskolai faliatlaszát. Kogutowicz javasolta Trefort Ágostonnak egy önálló állami intézmény felállítását, amely kizárólag térképek készítésével foglalkozik. A miniszter ugyan egyetértett vele, de ezt csak magánvállalkozásként tartotta lehetségesnek. 1890-ben sikerült Csáky Albin minisztert rábeszélnie egy ilyen vállalkozásra, így a vállalat alapításához szükséges tőkét a minisztérium kölcsönként Kogutowicz rendelkezésére bocsátotta. A Vallás- és Közoktatásügyi minisztériummal nagyon kedvező szerződést kötöttek. Kizárólag az általuk szerkesztett térképeket ajánlották az oktatásban, de cserében vállalniuk kellett, hogy jó minőségű és elegendő magyar nyelvű atlaszt készítenek az iskolák számára. Így alakulhatott meg a híres bécsi Hölzel cég leányvállalataként a Hölzel és Társa Magyar Földrajzi Intézet.
Első jelentősebb vállalkozásuk Magyarország földrajzi falitérképének az elkészítése volt 1891-ben. A Magyar Korona Országai iskolai falitérképének a szerkesztését Lóczy Lajos végezte. Elkészítették ennek hegy- és vízrajzi változatát. Több térképnek Cholnoky Jenő volt a tervezője. 1894-ben jelent meg az Elemi iskolai atlasz, amelyet azután majd minden esztendőben újból kiadtak.
1895-ben Eduard Hölzel meghalt, így a budapesti cég teljesen önállósította magát Kogutowicz és Társa Magyar Földrajzi Intézet néven. Az intézet 1901-ben részvénytársasággá alakult és felvette a Magyar Földrajzi Intézet Rt. nevet.

## Művei

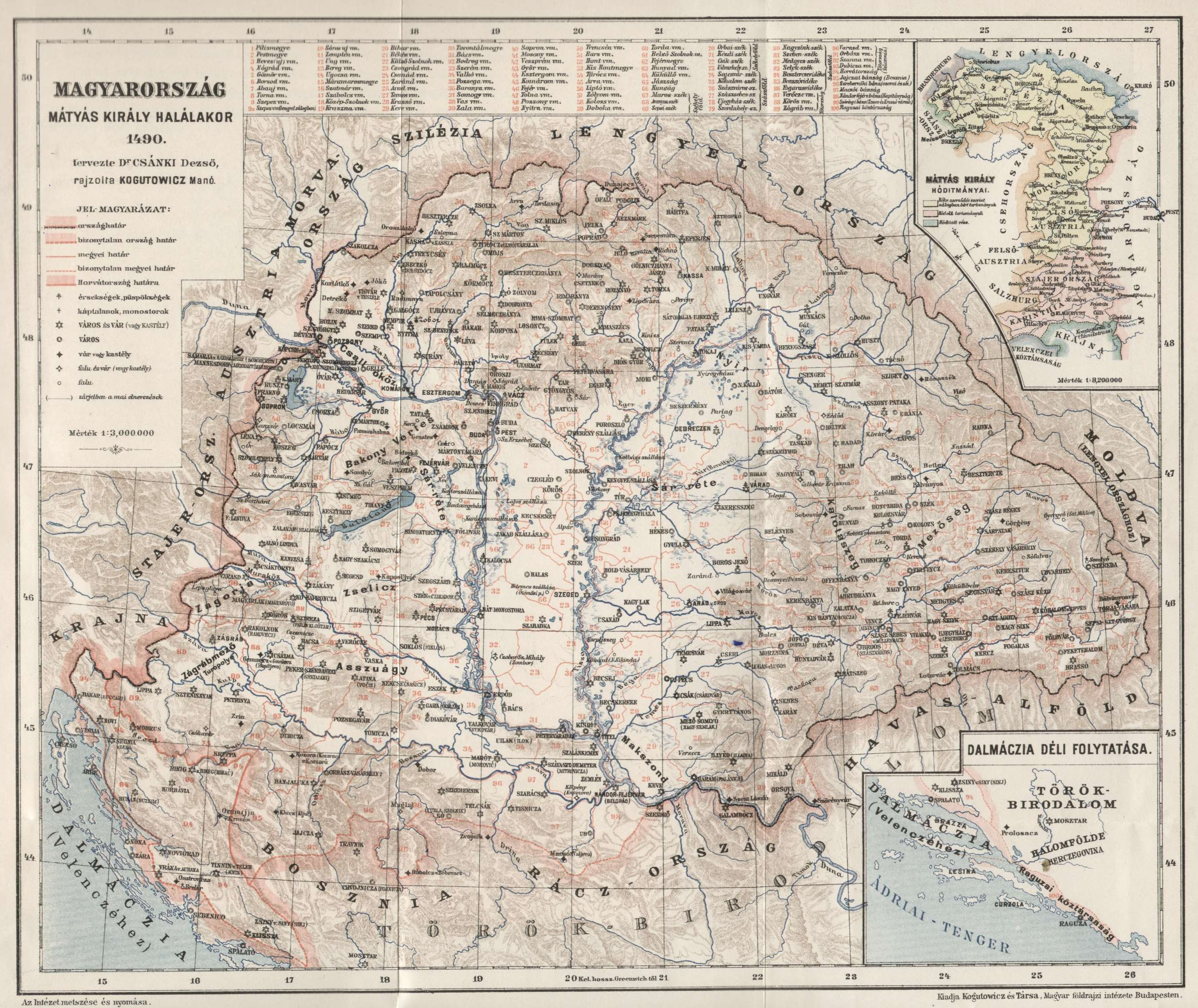
Magyarország Mátyás király halálakor, 1490-ben

- Élete során 35 megyei fali térképet, igen sok kézi atlaszt, földrajzi és történeti térképet tervezett és rajzolt. Az általa készített földgömbök segítségével mintegy négy évtizeden át folyt a magyar földrajzoktatás, nevéhez fűződik a német, szlovén, olasz nyelvű változatban szerkesztett, 25,5 és 51 cm átmérőjű földgömbjeinek exportja.

- Berecz Antal, Kogutowicz Manó: Elemi iskolai atlasz. Elemi és felső népiskolák számára, Hölzel és Társa Magyar Földrajzi Intézete, Budapest, 1894.
- Teljes földrajzi atlasz Budapest, 1902